# Vörösvállú mézevő
A vörösvállú mézevő (Ptiloprora erythropleura) a madarak osztályának verébalakúak (Passeriformes) rendjébe és a mézevőfélék (Meliphagidae) családjába tartozó faj.
A magyar név forrással nincs megerősítve.

## Előfordulása
Indonéziában Új-Guinea szigetének nyugati részén honos. A természetes élőhelye a szubtrópusi vagy trópusi nedves hegyvidékek.

## Alfajai
- Ptiloprora erythropleura dammermani Stresemann & Paludan, 1934
- Ptiloprora erythropleura erythropleura (Salvadori, 1876)

## Külső hivatkozások
- Képek az interneten a fajról
- Internet Bird Collection - videók a fajról